# Chlorure de protactinium(V)
Le chlorure de protactinium(V) est un composé inorganique du protactinium et du chlore, de formule chimique PaCl5. C'est un solide jaune constitués de cristaux monocliniques possédant une structure unique, une chaîne de composés heptacoordinés avec une structure de bipyramide pentagonale, avec les atomes de protactinium  partageant les bords de deux structures contiguës.

## Production
PaCl5 peut être produit par décomposition thermique de SO[PaCl6]2 ou par réaction de l'oxyde de protactinium(V)  avec le tétrachlorure de carbone au-dessus de 400 °C ou le chlorure de thionyle entre 375 et 425 °C.